# Milwaukee Bucks 2014-2015
La stagione 2014-15 dei Milwaukee Bucks fu la 47ª nella NBA per la franchigia.
I Milwaukee Bucks arrivarono quinti nella Central Division della Eastern Conference con un record di 41-41. Nei play-off persero al primo turno con i Chicago Bulls (4-2).

## Roster
| N° | Naz.                   | Ruolo | Sportivo                | Anno | Alt. | Peso |
| -- | ---------------------- | ----- | ----------------------- | ---- | ---- | ---- |
| 00 | Stati Uniti (bandiera) | G     | O.J. Mayo               | 1987 | 193  | 95   |
| 3  | Stati Uniti (bandiera) | A     | Johnny O'Bryant         | 1993 | 206  | 116  |
| 5  | Stati Uniti (bandiera) | G     | Michael Carter-Williams | 1991 | 198  | 84   |
| 5  | Stati Uniti (bandiera) | G     | Kendall Marshall        | 1991 | 193  | 88   |
| 6  | Stati Uniti (bandiera) | AC    | Kenyon Martin           | 1977 | 206  | 106  |
| 6  | Stati Uniti (bandiera) | G     | Nate Wolters            | 1991 | 193  | 86   |
| 7  | Turchia (bandiera)     | A     | Ersan İlyasova          | 1987 | 206  | 107  |
| 8  | Stati Uniti (bandiera) | A     | Larry Sanders           | 1988 | 211  | 107  |
| 9  | Stati Uniti (bandiera) | G     | Jared Dudley            | 1985 | 201  | 102  |
| 11 | Canada (bandiera)      | G     | Tyler Ennis             | 1994 | 188  | 82   |
| 11 | Stati Uniti (bandiera) | G     | Brandon Knight          | 1991 | 191  | 86   |
| 12 | Stati Uniti (bandiera) | A     | Jabari Parker           | 1995 | 203  | 107  |
| 13 | Messico (bandiera)     | G     | Jorge Gutiérrez         | 1988 | 191  | 87   |
| 19 | Stati Uniti (bandiera) | G     | Jerryd Bayless          | 1988 | 191  | 91   |
| 21 | Stati Uniti (bandiera) | C     | Miles Plumlee           | 1988 | 208  | 111  |
| 22 | Stati Uniti (bandiera) | A     | Khris Middleton         | 1991 | 201  | 98   |
| 23 | Stati Uniti (bandiera) | A     | Chris Johnson           | 1990 | 198  | 91   |
| 27 | Georgia (bandiera)     | C     | Zaza Pachulia           | 1984 | 211  | 109  |
| 31 | Stati Uniti (bandiera) | A     | John Henson             | 1990 | 211  | 100  |
| 34 | Grecia (bandiera)      | A     | Giannīs Antetokounmpo   | 1994 | 206  | 95   |

## Staff tecnico
- Allenatore: Jason Kidd
- Vice-allenatori: Joe Prunty, Eric Hughes, Greg Foster, Sean Sweeney, Josh Oppenheimer
- Preparatore atletico: Scott Barthlama
- Preparatore fisico: Robert Hackett